# 임주연 (가수)
임주연(1983년 10월 18일 ~ )은 대한민국의 싱어송라이터·건반 악기 연주자이다.

## 학력
- 양천여자고등학교
- 서울예술대학 실용음악과

## 내력
2002년에 열린 《제14회 유재하 음악경연대회》에서 〈가려진 마음〉으로 은상을 수상했고, 2007년에는 첫 정규 음반을 발매했다. 가수 이적, 이승환의 건반 세션을 맡은 바 있으며, 또 언니네이발관과 마이앤트메리 등 여러 음악 그룹의 객원 건반 연주자·코러스로도 활동하는중이다.

## 음반

### 정규 음반
1. 想像(상상) (2007년 3월 23일)

### 디지털싱글
1. Re: 행복의 나라로 (2012년 2월 3일)
2. Re: Rain Days and Mondays (2012년 2월 14일)
3. Re: 환생 (2012년 2월 20일)

### 참여한 음반
1. 남과 여... 그리고 이야기 (2009년 3월 16일) 中 8번트랙 「O Sonho Dela」
2. The Happiness 4 Us 2nd (2010년 4월 27일)
3. Life (2010년 5월 4일) 中 8번트랙 「끝없는 이야기」

## 가수 외 활동

### 영화
- 《설마, 그럴리가 없어》 (2012년) - 주연 역
- 《황구》 (2014년) - 여학생 1 역

### 예능
- 《비틀즈 코드 시즌2》 (2013년, Mnet)